# Кіндердейк

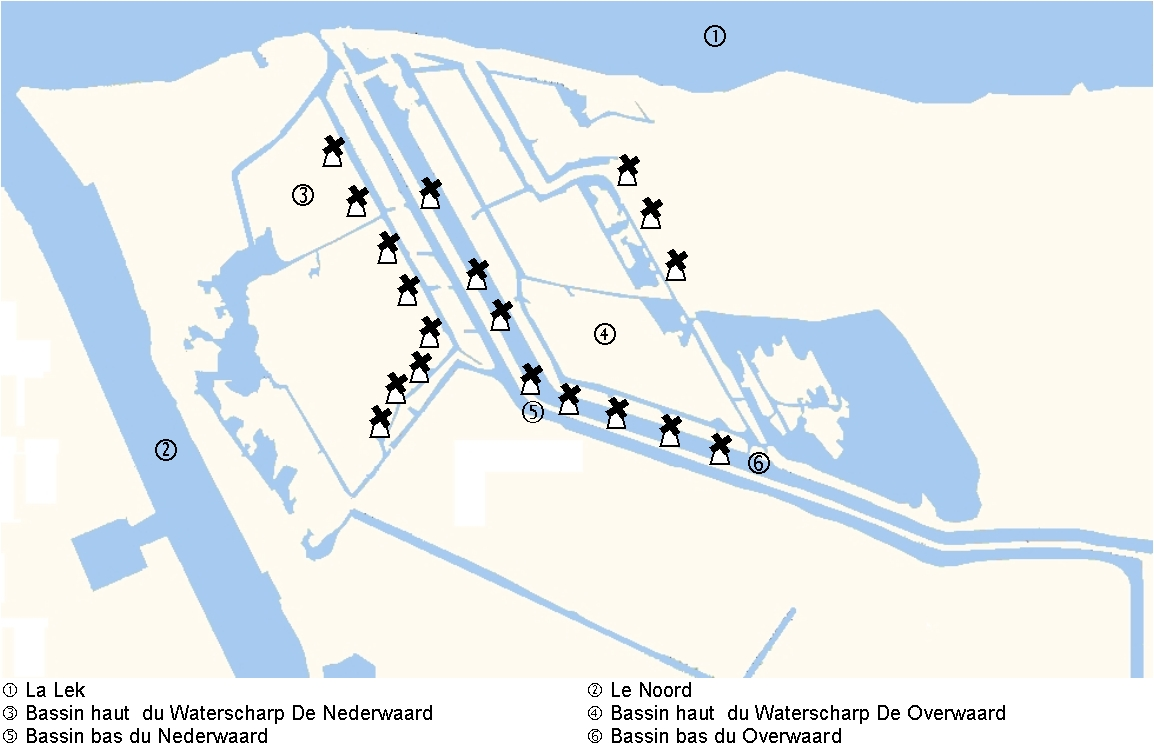
Карта розміщення вітряків

Кіндердайк (нід. Kinderdijk) — село в Нідерландах у провінції Південна Голландія, за 15 км на схід від Роттердама. Село розміщене біля місця злиття двох річок — Лек і Норд, на осушених і оброблених ділянках низовини, захищених дамбами від заливання водою. Тут дуже добре збереглася група 19 вітряків, які раніше використовувалися для випомпо́вування води. Вітряки Кіндердайку в 1997 році були внесені до списку Світової спадщини ЮНЕСКО.

## Назва
Назва «Кіндердайк» перекладається як «Дитяча дамба» і з нею пов'язана така легенда. У 1421 році під час так званої «повені Святої Єлизавети» був затоплений сільськогосподарський район Grote Hollandse Waard (затопило близько 60 сіл), але польдер Алблассервард залишився незатопленим. Коли страшна буря вщухла і люди пішли по дамбі щоб подивитися що ще можна було б врятувати, вони побачили, що по воді пливе дерев'яна колиска, у якій був кіт і дитина, що спала. Коли колиска хиталася на хвилях, кіт скакав з боку на бік так, щоб зберегти рівновагу колиски і щоб у неї не потрапила вода. Кіт і люди врятували дитину, а дамбу назвали дитячою.

## Історія

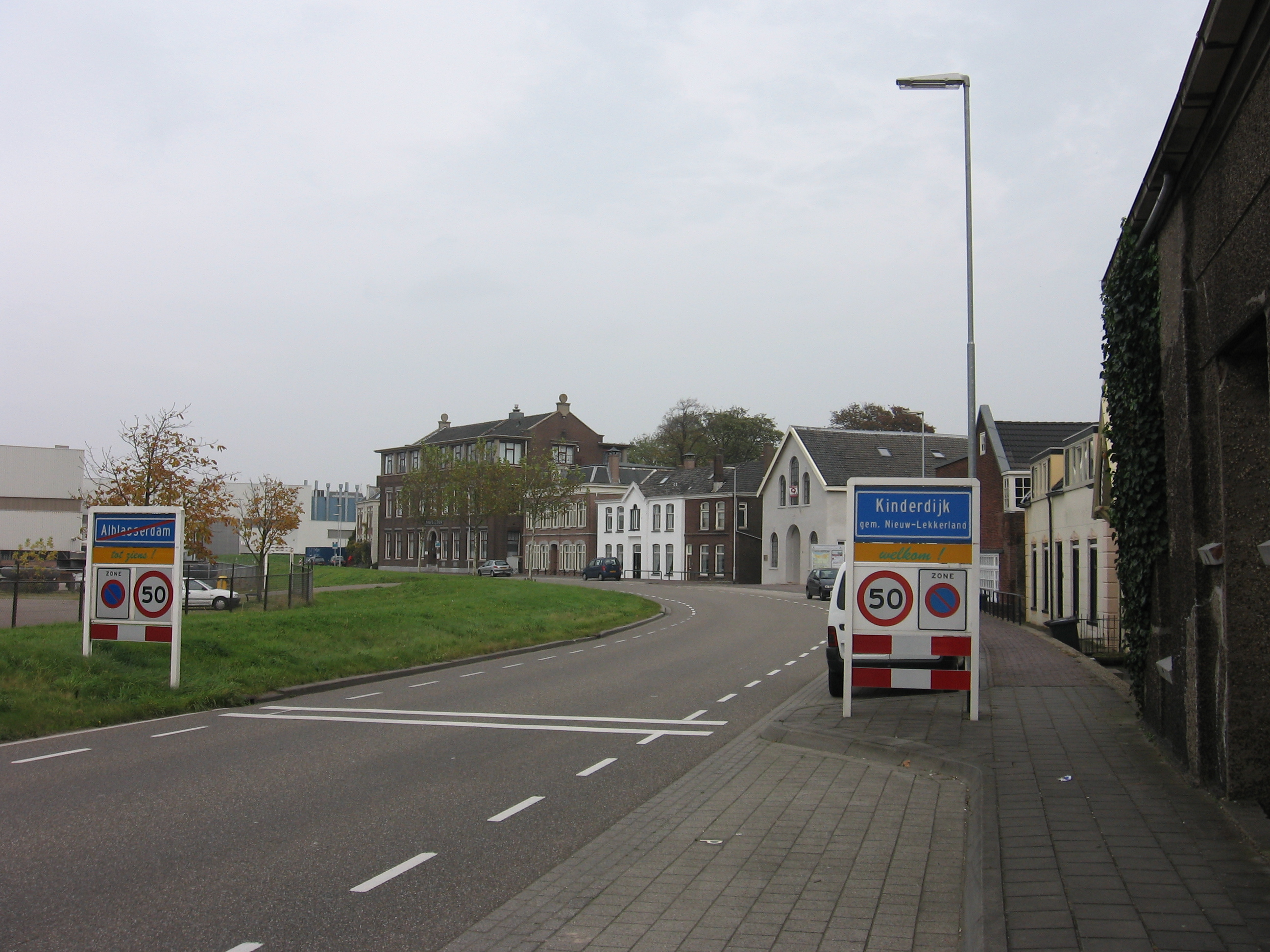
Кіндердайк

Відомо, що болотиста місцевість Кіндердайк була заселеною з 11-го століття. Щоб запастися паливом для задоволення своїх повсякденних потреб, а також, щоб осушити орні землі на болотах, жителі копали рови і канали, почали видобуток торфу і, таким чином, поступово осушили район.

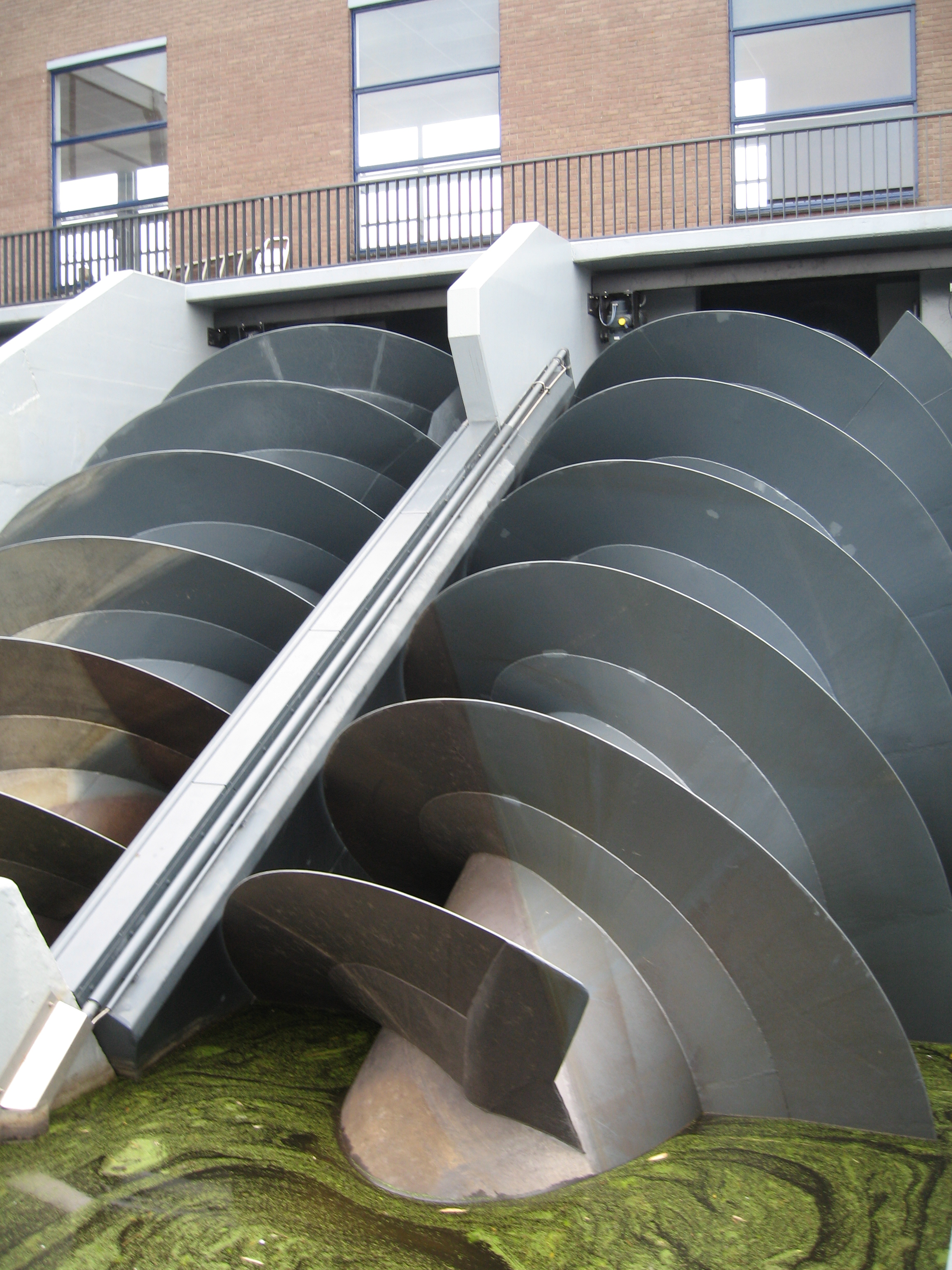
Сучасний гвинт Архімеда на насосній станції в Кіндердайк

Спочатку вода з боліт та дощова вода стікали до моря через потоки та через великі річки районів Албласеверд і Вайфхеренланден. Але видобуток торфу та експлуатація ріллі викликали осідання ґрунту, тоді як рівень води в річках стосовно до поверхні землі підвищувався. Для управління цим підійманням рівня води, жителі побудували греблі і шлюзи.
Перші довгі дренажні канали в польдері Албласеверд датуються 11-тим століттям. Сто років по тому дамби вже оточили майже весь польдер, а річки Альбляс (Alblas) і Ґіссен (Giessen) були впорядковані. Цей район став, відповідно, низькою землею Nederwaard, а Overwaard — високою. У 1277 році граф Флоріс V створив управління з проблем води та польдерів у цьому районі, яке відповідало за обслуговування дамб.
У 1366 році в найнижчій точці польдеру Албласеверд були викопані басейни і завдяки використанню шлюзів все ще вдавалося зливати воду до річок. Однак на початку 15-го століття для підтримування низького рівня води в польдерах почали використовувати вітряки.
Після великої повені 1726 року стало ясно, що без дренажних вітряків не обійтися. Тому в 1738 році в Nederwaard побудували 8 круглих цегляних вітряків, якими можна любуватися і тепер. Через два роки на іншому боці каналу, в Overwaard, побудували ще 8 восьмикутних вітряків, покритих соломою. За допомогою цих вітряків воду підіймають у верхній басейн на 1 м вище перед скиданням до річки Лек.
Звичайно, коли прийшов час парових машин, а потім двигунів внутрішнього згорання, більшість вітряків зникла. З колишніх 10 000 вітряків у Нідерландах зараз збереглося 1200. Їх використовували не тільки для помпування води, але й для подрібнення зерна, розпилювання деревини. Нині управління водними ресурсами забезпечується за допомогою сучасних насосних станцій, які використовують Архімедів гвинт з потужністю 1500 м³/хв.

## Вітряк голландського типу в Україні

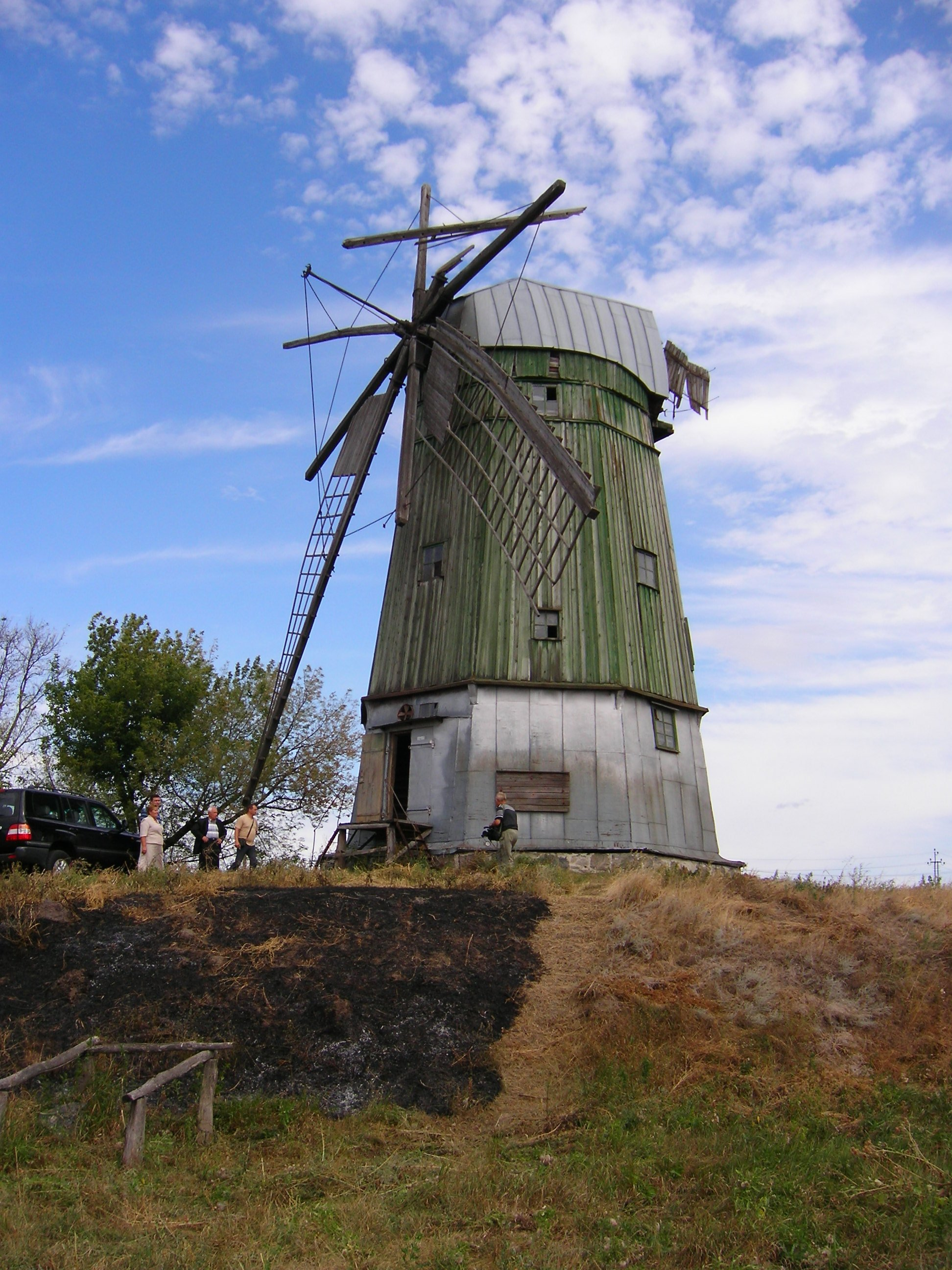
Вітряк у селі Пустовіти

У селі Пустовіти на Київщині зберігся вітряк 1902 року, подібний до голландських, який побудував місцевий житель Кузьма Дрига після повернення з Голландії, де працював мірошником. Особливістю вітряка є унікальний механізм, який автоматично повертає крила вітряка проти вітру. Камінь вітряка — з Франції, а дерев’яні триби (шестерні) він виготовляв сам. Земельний вал, на якому стоїть вітряк, наносили всім селом. В окрузі млин видно з віддалі 30 км. У 2017 році вітряк реставрували: замінили лише лопаті, виготовили вал-шестерню для французьких жорен.
У 90-х роках минулого століття житель села Андрій Гуленко, що 12 років пропрацював мірошником на цьому вітряку, на своєму обійсті побудував власний вітряк, який за конструкцією подібний до вітряка 1902 року.

## Посилання

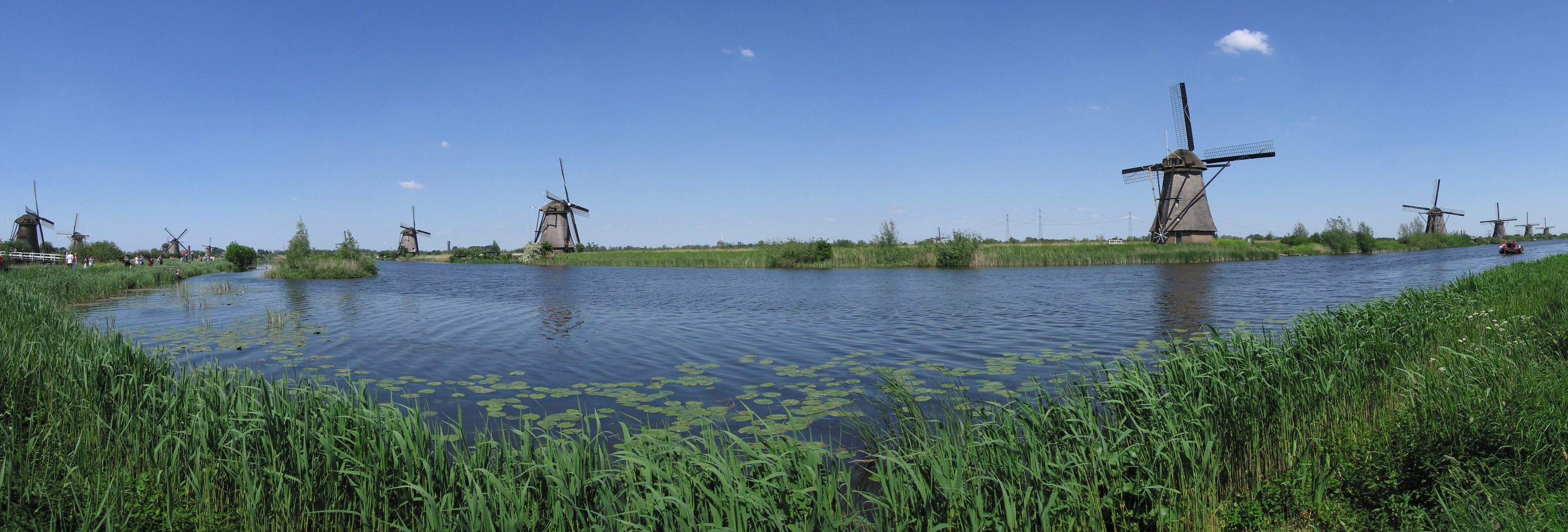